# ホン・ウンチェ
ホン・ウンチェ（朝: 홍은채、漢: 洪恩採、英: Hong Eunchae、2006年11月10日 - ）はSOURCE MUSIC所属の大韓民国の歌手である。ガールズグループ・LE SSERAFIMのメンバーの末っ子。愛称はマンチェ（朝: 만채）。

## 来歴
2006年11月10日、韓国・ソウル特別市に生まれる。小学生の時は放送部に所属しながら生徒会長を務め、中学生の時は運動部と生徒会に所属していた。
12歳の頃にSEVENTEENのコンサートを観て感化されたことからKPOPアーティストを志すようになり、翌年2月にDef Dance Skoolへ通い始める。Def Dance Skoolは2002年に開校したダンススクールで、出身者はウンチェの他にTREASUREのジュンギュとドヨン、OH MY GIRLのスンヒ、NewJeansのダニエルなどが挙げられる。
スクール在籍中はJYPエンターテインメントやPLEDISエンターテインメントの一次審査に合格し、2021年1月には現在の所属事務所であるSOURCE MUSICに最終合格。
2022年4月6日、HYBE LABELSのYouTubeチャンネルとLE SSERAFIMの公式SNSにてグループの3人目のメンバーとして公開された。LE SSERAFIMには最後に合流し、練習生期間は半年である。
2023年1月4日、個人インスタグラムのアカウントを開設。
2月10日〜2024年9月27、KBS2TV ミュージックバンクにて俳優イ・チェミンと共にMCを務める。ウンチェミンというケミで愛される。ウンチェは、卒業会のミュージックバンク放送時には涙しなかったが、こらえている様子が確認できた。その後、LE SSERAFIMのメンバーのサプライズに号泣してしまった。同時に『ララのスター日記』を元ネタにした『ウンチェのスター日記』も開始。

## 人物
家族構成は両親と3歳上の兄が一人いる。
ダンスを覚えるのが早く、デビュー曲の『FEARLESS』は2時間で覚えたとインタビューにて語っている。
かなり人見知りな性格だが、打ち解けるとかなり無邪気で明るく末っ子気質なため、マンネ(韓国語で末っ子)+ウンチェで「マンチェ」と呼ばれることもある。本人もこのあだ名を気に入っており、度々自ら「マンチェ」と呼ぶこともある。しかし、かなり度胸もあり肝が据わってる一面もあり、デビュー後初のショーケースでも緊張はしていなかったと語った。また、完璧主義な性格でもあり、2022年SBS年末歌謡祭で少しよろけてしまった際、ステージが終わり大泣きしたエピソードもある。
Kep1erのヒュニンバヒエと親交があり、Kep1erの公式YouTubeチャンネルに出演したことがある。また同じ2006年生まれであるNMIXXのギュジン、NewJeansのヘリンとも親交がある。

## 出演

### バラエティ
| 放送年 | 放送日   | 放送局  | 番組名                   | 備考                             | 参考   |
| ------ | -------- | ------- | ------------------------ | -------------------------------- | ------ |
| 2022年 | 10月21日 | KBS 2TV | スーパーマンが帰ってきた | - 宮脇咲良、中村一葉と共に出演。 | [ 12 ] |

### 番組MC
| 放送年 | 期間             | 放送局                                   | 番組名                                   | 備考                                                      | 参考          |
| ------ | ---------------- | ---------------------------------------- | ---------------------------------------- | --------------------------------------------------------- | ------------- |
| 2023   | 2月10日-12月31日 | KBS 2TV                                  | MUSIC BANK                               | - イ・チェミンと共にMCを務める。                          | [ 9 ] [ 13 ]  |
| 2024   | 1月1日-9月27日   | KBS 2TV                                  | MUSIC BANK                               | - 5月31日- ムン・サンミンと共にMCを務める。               | [ 14 ] [ 15 ] |
| 2024   | 12月14日-15日    | 2024 MUSIC BANK GLOBAL FESTIVAL in JAPAN | 2024 MUSIC BANK GLOBAL FESTIVAL in JAPAN | - 俳優のムン・サンミン、シン・イェウン と共にMCを務める。 | [ 16 ]        |

## 雑誌
| 年度 | 月号   | 雑誌名       | 参考   |
| ---- | ------ | ------------ | ------ |
| 2022 | 6月号  | W KOREA      | [ 17 ] |
| 2022 | 8月号  | COSMOPOLITAN | [ 18 ] |
| 2022 | 12月号 | allure KOREA | [ 19 ] |
| 2023 | 1月号  | ELLE         | [ 20 ] |

## 受賞歴
| 年     | 受賞日   | 授賞式名         | 部門                                      | 参考          |
| ------ | -------- | ---------------- | ----------------------------------------- | ------------- |
| 2023年 | 12月23日 | 2023 KBS芸能大賞 | - デジタルコンテンツ賞 - ベストカップル賞 | [ 21 ] [ 22 ] |